# Pecan Acres (Texas)
Pecan Acres es un lugar designado por el censo ubicado en el condado de Wise en el estado estadounidense de Texas. En el Censo de 2010 tenía una población de 4.099 habitantes y una densidad poblacional de 75,9 personas por km².

## Geografía
Pecan Acres se encuentra ubicado en las coordenadas 32°58′4″N 97°28′45″O / 32.96778, -97.47917. Según la Oficina del Censo de los Estados Unidos, Pecan Acres tiene una superficie total de 54.01 km², de la cual 48.89 km² corresponden a tierra firme y (9.48%) 5.12 km² es agua.

## Demografía
Según el censo de 2010, había 4.099 personas residiendo en Pecan Acres. La densidad de población era de 75,9 hab./km². De los 4.099 habitantes, Pecan Acres estaba compuesto por el 90.61% blancos, el 1.9% eran afroamericanos, el 0.56% eran amerindios, el 0.59% eran asiáticos, el 0.02% eran isleños del Pacífico, el 3.61% eran de otras razas y el 2.71% pertenecían a dos o más razas. Del total de la población el 8.66% eran hispanos o latinos de cualquier raza.